# Eriq La Salle
Pour les articles homonymes, voir La Salle.
Eriq La Salle (né Erik Ki La Salle le 23 juillet 1962 à Hartford, Connecticut - États-Unis) est un acteur, réalisateur et producteur américain, particulièrement connu pour avoir interprété le chirurgien Peter Benton pendant les huit premières saisons de la série télévisée Urgences. Il incarne aussi l'inspecteur Van Der Zee dans Photo Obsession.

## Biographie
Eriq La Salle reçoit son diplôme d'arts dramatiques de l'université de New York à 22 ans, en 1984. Dès l'année suivante, il tente une carrière cinématographique en apparaissant dans le drame Rappin' aux côtés de Mario Van Peebles, puis il intègre deux ans plus tard la distribution du film Five corners avec Jodie Foster et Tim Robbins.
Pendant plusieurs années, Eriq La Salle continue, tout en jouant au théâtre, d'interpréter des rôles de second plan dans des genres assez diversifiés, comme dans la comédie Un prince à New York en 1988 ou dans le film d'épouvante L'Échelle de Jacob, en 1990. Il joue le rôle d'un détective dans le thriller La Couleur de la nuit face à Bruce Willis en 1994, année où il rejoint la distribution de la série télé Urgences, qui le fait connaître dans le monde entier.
Le succès de la série permet à Eriq La Salle de décrocher des rôles plus importants, devenant même la tête d'affiche du drame D.R.O.P. Squad, produit par Spike Lee. Mais le rythme particulièrement soutenu des tournages d'Urgences ne permet pas à l'acteur de prolonger sa carrière sur grand écran. Il quitte la série en 2001 et interprète à nouveau le rôle d'un détective dans le thriller Photo obsession, où il traque le personnage de Robin Williams.

## Filmographie

### Acteur

#### Cinéma
- 1985 : Amazonia : La Jungle blanche de Ruggero Deodato : Vargas
- 1985 : House rap (Rappin) de Mario Van Peebles : Ice
- 1987 : Five Corners de Tony Bill : Samuel Kemp
- 1988 : Un prince à New York de John Landis : Darryl Jenks
- 1990 : L'Échelle de Jacob d'Adrian Lyne : Frank
- 1993 : Le Berceau vide : inspecteur Rick Knoll
- 1994 : La Couleur de la nuit (Color of Night) de Richard Rush : Anderson
- 1994 :D.R.O.P. Squad de David C. Johnson : Bruford Jackson Jr.
- 2002 : Photo Obsession de Mark Romanek : Inspecteur James Van Der Zee
- 2003 : Biker Boyz de Reggie Rock Bythewood : Tariq « Slik Will » (non crédité au générique)
- 2017 : Logan de James Mangold : Will Munson

#### Télévision
- 1983 : Beat it (clip vidéo) de Michael Jackson : membre de l'un des gangs
- 1992 : Code Quantum (série télévisée) : Bobby Lee (Saison 4, épisode 15)
- 1994-2002 : Urgences (série télévisée) : Dr Peter Benton (saisons 1 à 8)
- 2003 : La Treizième Dimension (The Twilight Zone) (série télévisée) : Ray Ellison  Épisode 33 : Memphis
- 2009 : Urgences (série télévisée) : Dr Peter Benton (les 3 derniers épisodes de la 15e et dernière saison)
- 2009 : Une si longue absence (téléfilm) : Walter Clemons
- 2009 : Secousse sismique (téléfilm) : Charley « Boomer » Baxter
- 2010 : 24 heures chrono (série télévisée) : le Secrétaire Général des Nations unies (saison 8, épisodes 23 et 24)
- 2010 : Covert Affairs (série télévisée) : Christopher McAuley (ancien agent de la CIA)
- 2015 : Under the Dome (série télévisée) : Hector Martin, le PDG de la société d'énergie[1] (3e saison)
- 2025 : On Call : le sergent Lasman

### Réalisateur
- Un épisode de Soul Food : Les Liens du sang (TV)
- 2002 : Crazy as Hell (il y joue également un des principaux rôles)
- 2003 : La Treizième Dimension (The Twilight Zone) (série télévisée) : Épisode 33 (Memphis) (il y joue également le rôle principal)
- FBI : Portés disparus (TV, 2007), 109e épisode (saison 5, ép. 15)
- New York, unité spéciale (TV, 2007), 172e épisode (saison 8, ép. 8)
- New York, unité spéciale (TV, 2008), 211e épisode (saison 10, ép. 9)
- Urgences (TV, 2009), 324e épisode (saison 15, ép. 15)
- Les Experts : Manhattan (TV, 2010), 134e épisode (saison 6, ép. 17)
- Ringer (TV, 2011), 7e épisode (saison 1, ép. 7)
- Partitions amoureuses (TV, 2012)
- Under the dome (TV, 2014), 10e épisode (saison 2, épisode 10, Énergie négative (The Fall)) - (saison 3, épisode 9, Les Ensorcelés)
- CSI: Cyber (Tv, 2015), Saison 1 Épisode 5 : Bombe participative, Saison 2 Episode 18 : Legacy
- Once Upon a Time (Tv, 2015), Saison 5 Épisode 18 : Le baiser d'amour véritable
- Lucifer (Tv, 2016), Saison 1 Épisode 7 : Les ailes de l'enfer
- 2016-2020 : Chicago P.D., 18 épisodes
- Chicago Med (Tv, 2016-2017), Saison 2 Épisodes 6 et 22
- APB : Alerte d'urgence (Tv, 2017), Saison 1 Épisode 8 : Tout feu, tout flamme
- Flynn Carson et les Nouveaux Aventuriers (The Librarians) (Tv, 2017) Saison 4 épisode 2 Les Voleurs de chance (And the Steal of Fortune)
- Law & Order: Organized Crime (TV, 2021), Saison 1 Épisode 5 : An Inferior Product
- 2025 : On Call - 4 épisodes

### Producteur / producteur délégué
- 2017-2020 : Chicago P.D., 48 épisodes
- 2025 : On Call

## Distinctions

### Récompenses
- 2e cérémonie des Screen Actors Guild Awards 1996 : Meilleure distribution pour une série dramatique pour Urgences (1994-2002) partagé avec George Clooney, Anthony Edwards, Julianna Margulies, Gloria Reuben, Sherry Stringfield et Noah Wyle.
- 3e cérémonie des Screen Actors Guild Awards 1997 : Meilleure distribution pour une série dramatique pour Urgences (1994-2002) partagé avec George Clooney, Anthony Edwards, Laura Innes, Julianna Margulies, Gloria Reuben, Sherry Stringfield et Noah Wyle.
- 4e cérémonie des Screen Actors Guild Awards 1998 : Meilleure distribution pour une série dramatique pour Urgences (1994-2002) partagé avec Maria Bello, George Clooney, Anthony Edwards, Laura Innes, Alex Kingston, Julianna Margulies, Gloria Reuben et Noah Wyle.

- 1999 : NAACP Image Awards du meilleur acteur principal dans une série télévisée dramatique pour Urgences (1994-2002) pour le rôle de Dr Peter Benton.
- 5e cérémonie des Screen Actors Guild Awards 1999 : Meilleure distribution pour une série dramatique pour Urgences (1994-2002) partagé avec George Clooney, Anthony Edwards, Laura Innes, Alex Kingston, Julianna Margulies, Kellie Martin, Paul McCrane, Gloria Reuben et Noah Wyle.
- 2000 : NAACP Image Awards du meilleur acteur principal dans une série télévisée dramatique pour Urgences (1994-2002) pour le rôle de Dr Peter Benton.
- 2002 : NAACP Image Awards du meilleur acteur principal dans une série télévisée dramatique pour Urgences (1994-2002) pour le rôle de Dr Peter Benton.

### Nominations
- Primetime Emmy Awards 1995 : Meilleur acteur dans un second rôle dans une série télévisée dramatique pour Urgences (1994-2002) pour le rôle de Dr Peter Benton.
- 1re cérémonie des Screen Actors Guild Awards 1995 : Meilleure distribution pour une série dramatique pour Urgences (1994-2002) partagé avec George Clooney, Anthony Edwards, Julianna Margulies, Sherry Stringfield et Noah Wyle.
- 1996 : NAACP Image Awards du meilleur acteur principal dans une série télévisée dramatique pour Urgences (1994-2002) pour le rôle de Dr Peter Benton.
- 1997 : NAACP Image Awards du meilleur acteur principal dans une série télévisée dramatique pour Urgences (1994-2002) pour le rôle de Dr Peter Benton.
- Primetime Emmy Awards 1997 : Meilleur acteur dans un second rôle dans une série télévisée dramatique pour Urgences (1994-2002) pour le rôle de Dr Peter Benton.
- 55e cérémonie des Golden Globes 1998 :  Meilleur acteur dans un second rôle dans une série, une mini-série ou un téléfilm pour Urgences (1994-2002) pour le rôle de Dr Peter Benton.
- 1998 : NAACP Image Awards du meilleur acteur principal dans une série télévisée dramatique pour Urgences (1994-2002) pour le rôle de Dr Peter Benton.
- Primetime Emmy Awards 1998 : Meilleur acteur dans un second rôle dans une série télévisée dramatique pour Urgences (1994-2002) pour le rôle de Dr Peter Benton.
- 6e cérémonie des Screen Actors Guild Awards 2000 : Meilleure distribution pour une série dramatique pour Urgences (1994-2002) partagé avec Anthony Edwards, Laura Innes, Alex Kingston, Julianna Margulies, Kellie Martin, Paul McCrane, Michael Michele, Erik Palladino, Gloria Reuben, Goran Visnjic et Noah Wyle.
- 2001 : NAACP Image Awards du meilleur acteur principal dans une série télévisée dramatique pour Urgences (1994-2002) pour le rôle de Dr Peter Benton.
- 7e cérémonie des Screen Actors Guild Awards 2001 : Meilleure distribution pour une série dramatique pour Urgences (1994-2002) partagé avec Anthony Edwards, Laura Innes, Alex Kingston, Alex Kingston, Julianna Margulies, Kellie Martin, Paul McCrane, Michael Michele, Ming-Na Wen, Erik Palladino, Maura Tierney, Goran Visnjic et Noah Wyle.
- 2009 : NAACP Image Awards de la meilleure réalisation dans une série télévisée dramatique pour New York, unité spéciale (2009).
- 2010 : NAACP Image Awards du meilleur acteur dans une mini-série où un téléfilm pour Une si longue absence (2009).